# 托伦蒂诺
托伦蒂诺（義大利語：Tolentino）是意大利中部马尔凯大区马切拉塔省的一个城市，约有20,000居民，座落在基恩蒂河（Chienti）流域中部的天然台地，海拔256 米。

## 历史
该城地处便利而富饶的海滨地带，介于山脉和亚得里亚海之间，自旧石器时代就有了第一批居民。
在该市发现了许多公元前8世纪到4世纪的古罗马墓葬。在古代，该城与罗马通过弗拉米尼亚大道相连。自从6世纪后期，该城成为托伦蒂诺教区的中心。自14世纪末起，该城先后归属瓦拉诺家族（Varano）和斯福尔扎家族（Sforza），后来成为教皇国的一部分，直到拿破仑抵达。
1797年2月19日，拿破仑与庇护六世在这座城市签订了托伦蒂诺条约，规定教皇国的疆界。
1815年，在托伦蒂诺战役中，若阿尚·缪拉被奥地利军队的首领比安奇彻底击败，随后退位。托伦蒂诺恢复了罗马教皇的控制，直至1861年意大利统一。

## 景点

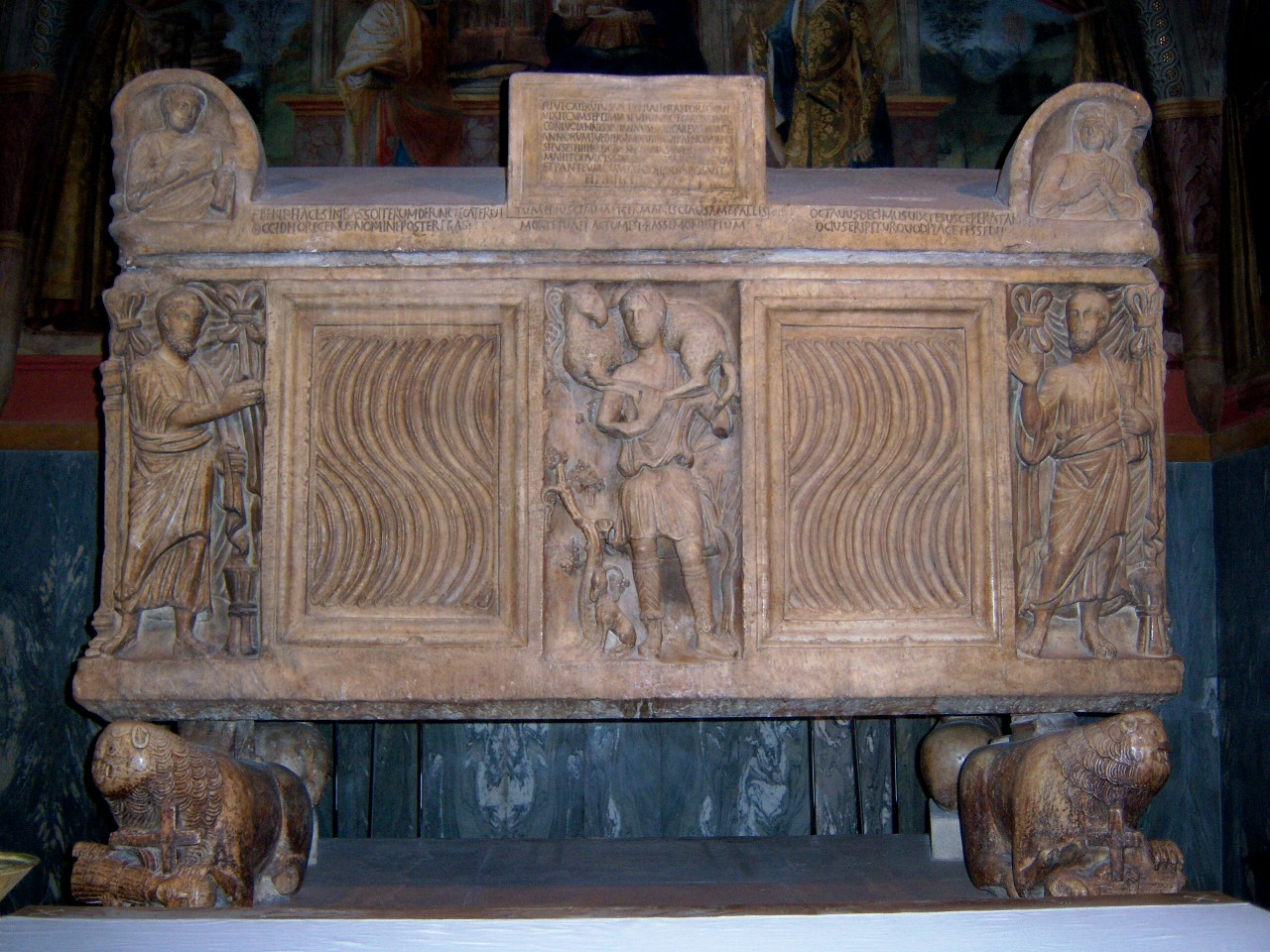
罗马石棺